# Serrada
Serrada is een gemeente in de Spaanse provincie Valladolid in de regio Castilië en León met een oppervlakte van 24,19 km². Serrada telt 1.139 inwoners (1 januari 2016).